# Venceremos
Venceremos [benseˈreːmɔs] (span. für „Wir werden siegen“) ist ein politisches Kampflied aus Chile. Die Musik wurde von Sergio Ortega komponiert, der Text stammt von Claudio Iturra. Víctor Jara verfasste eine alternative Textversion, die 1970 die Hymne für den Wahlkampf von Salvador Allendes sozialistischer Unidad-Popular-Bewegung wurde. Das Lied wurde schnell so populär, dass es bis zum Putsch von 1973 die inoffizielle Nationalhymne Chiles war. Während der Militärdiktatur in Chile durfte es jahrelang nicht mehr gespielt werden, fand dafür aber schnell internationale Verbreitung und wurde in vielen Sprachen Ausdruck der Solidarität mit dem chilenischen Volk. In der spanischsprachigen Welt hat es in etwa die gleiche Bedeutung wie We Shall Overcome in der englischsprachigen.
Zahlreiche Künstler haben Venceremos gesungen, unter ihnen Dean Reed, der das Lied zehn Jahre nach dem Putsch als erster wieder öffentlich in Chile sang, und Inti-Illimani. Víctor Jara soll das Lied noch kurz vor seiner Ermordung seinen Folterern entgegengeschmettert haben. Es existieren mehrere Textfassungen in deutscher Sprache, die bekannteste von Hans Georg Albig. Franz Josef Degenhardt verfasste 1974 das Lied Station Chile, das den Refrain von Venceremos zitiert.
Die Toten Hosen spielen mit ihrem Liedtitel Venceremos – Wir werden siegen auf dem Album Auswärtsspiel auf das chilenische Lied an; es handelt sich dabei allerdings um ein textlich und musikalisch völlig eigenständiges Lied.
Ein Untergrundsender in El Salvador trug den Namen Radio Venceremos.